# 富山県道64号高岡氷見線
富山県道64号高岡氷見線（とやまけんどう64ごう たかおかひみせん）は、富山県高岡市と氷見市を結ぶ県道（主要地方道）である。

## 概要

### 路線データ
- 起点：富山県高岡市片原横町5番の2[1]（片原町交差点・国道156号・富山県道23号高岡停車場線交点）
- 終点：富山県氷見市谷屋字上江1965[1]（谷屋交差点・国道415号交点）

## 歴史
- 1982年（昭和57年）12月23日：路線認定[1]。
- 1993年（平成5年）5月11日 - 建設省から、県道高岡氷見線が高岡氷見線として主要地方道に指定される[2]。

## 路線状況

### 重複区間
- 富山県道296号仏生寺太田線（氷見市仏生寺 - 氷見市惣領）
- 富山県道76号氷見惣領志雄線（氷見市惣領 - 氷見市触坂）
- 富山県道300号氷見志雄線（氷見市小久米・小久米橋北詰 - 氷見市田江）

## 地理

### 通過する自治体
- 高岡市
- 氷見市

### 交差する道路
- 国道156号・富山県道23号高岡停車場線（高岡市片原横町・片原町交差点、起点）
- 国道8号（高岡市昭和町3丁目・昭和町交差点）
- 富山県道57号高岡環状線（高岡市波岡・波岡交差点）
- 富山県道32号小矢部伏木港線（高岡市国吉・岩坪（西）交差点）
- 富山県道296号仏生寺太田線（氷見市仏生寺）
- 富山県道76号氷見惣領志雄線（氷見市惣領）
- 富山県道362号桑ノ院赤毛線（氷見市桑院）
- 富山県道76号氷見惣領志雄線（氷見市触坂）
- 富山県道300号氷見志雄線（氷見市小久米・小久米北詰）
- 富山県道300号氷見志雄線（氷見市田江）
- 国道415号（氷見市谷屋・谷屋交差点：終点）

### 沿線にある施設など
- 万葉線高岡軌道線 片原町停留場
- 御旅屋セリオ
- 高岡市立川原小学校
- 千保川
- 富山県立高岡西高等学校
- 高岡市立高岡西部中学校
- LIXIL北陸製造所 高岡工場
- 富山県立高岡商業高等学校
- 小矢部川
- 三協立山アルミ 佐加野工場
- 能越自動車道
- 安居山古墳
- 氷見市立久目小学校
- 氷見市立速川小学校
- 氷見市立西部中学校